# Мисак Роман Михайлович
Мисак Роман Михайлович (9 вересня 1991, Львів) — український футболіст, воротар ковалівського «Колоса». Грав за молодіжну збірну України.

## Біографія

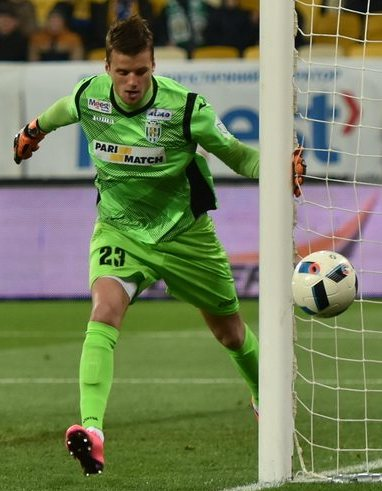

Вихованець «Карпат». 2008 року підписав з «левами» перший професійний контракт, проте відразу був відданий в «Карпати-2», що виступали у Другій лізі, де Мисак і виступав до кінця 2009 року.
Протягом 2010 року був голкіпером молодіжної команди, якій допоміг виграти першість України, а також неодноразово включався до заявки основної команди як дублер Андрія Тлумака, проте на поле жодного разу так і не вийшов.
На початку 2011 року відданий в оренду в першолігову «Кримтеплицю», де протягом півтора сезону був основним воротарем клубу.
Улітку 2012 року повернувся в «Карпати», де став дублером Мартина Богатинова. 6 жовтня 2012 року дебютував у Прем'єр-лізі в грі проти луганської «Зорі» через вилучення на 52 хвилині Богатинова. Мисак замінив Тараса Пучковського, але не зміг відбити пенальті від Іллі Галюзи, а ще через 12 хвилин пропустив гол від Павла Худзіка, який встановив остаточний рахунок в матчі — 2:1. Надалі залишився дублером Богатинова, зігравши до кінця сезону в 10 матчах чемпіонату.
2013 року Мартин Богатинов покинув «Карпати» й відтоді Мисак конкурує за позицію основного воротаря львів'ян зі ще одним молодим місцевим вихованцем — Романом Підківкою.
2 липня 2018 року перейшов у донецький «Олімпік», втім на передсезонних зборах воротар отримав травму і оскільки клуб не хотів входити у сезон з одним воротарем, Мисак змушений був покинути клуб через три тижні після підписання контракту.
31 серпня 2018 року став гравцем данського клубу «Орхус», підписавши контракт до кінця 2018 року.Утім за данську команду так і не провів жодної гри.
У 2019 році підписав контракт із винницьким «Рухом», з яким у сезоні 2019/20 здобув срібні нагороди Першої ліги і отримав разом із командою право підвищитися в класі. За три сезони у футболці «Руха» провів за клуб 36 матчів.
5 серпня 2021 року перейшов до лав чернігівської «Десни», але виграти конкуренцію в Ігоря Литовки не зміг, провівши в сезоні 2021/22 лише 5 матчів за чернігівський колектив. З літа 2022 року став вільним агентом у зв'язку з тим, що «Десна» припинила свою діяльність.
У лютому 2023 року підписав контракт із клубом вірменської Прем'єр-ліги — «Алашкерт». Усього в сезоні 2022/23 провів за команду два матчі
4 липня 2023 року підписав річну угоду із «Дніпром-1», але за дніпрян в офіційних зустрічах так і не зіграв. 1 вересня того ж року розірвав контракт із «Дніпром-1» і приєднався до ковалівського «Колоса».

### Збірна
2012 року провів два матчі за молодіжну збірну України, зберігши в усіх іграх свої ворота «сухими».

## Досягнення
- Переможець Молодіжної першості України: 2009/2010.